# Tylococcus malaccensis
Tylococcus malaccensis är en insektsart som beskrevs av Takahashi 1951. Tylococcus malaccensis ingår i släktet Tylococcus och familjen ullsköldlöss. Inga underarter finns listade i Catalogue of Life.